# Black Ace
Black Ace, född Babe Kyro Lemon Turner den 21 december 1907 i Hughes Springs, Texas, död 7 november 1972 i Fort Worth, Texas, var en amerikansk bluesmusiker. Turner hade, förutom Black Ace, flera ytterligare pseudonymer, däribland B.K. Turner, Black Ace Turner och Babe Turner.
Black Ace föddes i Hughes Springs, Texas och växte upp på den av familjen ägda bondgården. Han lärde sig själv att spela gitarr och uppträdde från och med sent 1920-tal i östra Texas. Under tidigt 1930-tal började han uppträda tillsammans med Smokey Hogg och Oscar "Buddy" Woods, en Hawaii-inspirerad gitarrist som spelade med gitarren liggande i knät.
År 1937 spelade Turner in sex låtar (möjligtvis med Hogg som andregitarrist) för Decca Records, däribland blueslåten "Black Ace". Senare samma år startade han en radioshow på radiokanalen KFJZ i Fort worth. 1941 medverkade han i filmen The Blood of Jesus. 1943 värvades han till den amerikanska armén, vilket resulterade i att han slutade med musiken under några år. 1960 övertalades han av Chris Strachwitz, ägare till skivbolaget Arhoolie Records, att spela in en skiva. Hans sista offentliga framträdande ägde rum 1962 i bluesdokumentären The Blues.
Turner dog av cancer 1972 i Fort Worth, Texas.